# Siège de Tripoli (812)
Pour les articles homonymes, voir Siège de Tripoli.
Le siège de Tripoli a eu lieu en juillet 812 dans la région de Tripoli, en Libye, et a opposé les Aghlabides aux Rostémides et leurs alliés les Nefoussiens.

## Déroulement
L'Imam Abd al-Wahhab ibn Abd al-Rahman de la dynastie rostémide a initié les hostilités avec les Aghlabides en menant les tribus ibadites de Tripolitaine dans une attaque contre Tripoli en juillet 812,,.
Pendant le siège, l’émir aghlabide d’Ifriqiya, Ibrahim ibn al-Aghlab, décéda. Son fils, Abdullah ibn Ibrahim, qui commandait les troupes assiégées à Tripoli, fut appelé à assumer le rôle de nouvel émir, ce qui l’incita à quitter Tripoli par voie maritime. En conséquence, les Ibadites levèrent le siège de Tripoli, suggérant qu’un accord avait été conclu. Cela établit un modus vivendi entre les deux belligérants,.

## Conséquences
Les tribus ibadites de Tripolitaine et du sud de la Tunisie furent ensuite laissées par les imams rostémides à leur sort dans leurs confrontations avec les Aghlabides. Frustrées par l’inaction militaire des Rostémides, les tribus ibadites donnèrent naissance à des mouvements schismatiques et sécessionnistes, entraînant le déclenchement de plusieurs rébellions,.